# Totternhoe Castle
Totternhoe Castle är ett slott i Storbritannien.   Det ligger i kommunen Central Bedfordshire i riksdelen England, i den södra delen av landet, 50 km nordväst om huvudstaden London. Totternhoe Castle ligger 145 meter över havet.
Terrängen runt Totternhoe Castle är platt.Runt Totternhoe Castle är det tätbefolkat, med 397 invånare per kvadratkilometer. Närmaste större samhälle är Luton, 11,1 km öster om Totternhoe Castle. Trakten runt Totternhoe Castle består till största delen av jordbruksmark.